# Storslett
Storslett es un pueblo y centro administrativo del municipio de Nordreisa en la provincia de Troms, Noruega. Está situado en el extremo sur del fiordo Reisafjord, a lo largo de la desembocadura del Reisaelva. Tiene una superficie de 1,62 kilómetros cuadrados (400 hectáreas) y una población de 1781 habitantes (censo de 2013), siendo la densidad de población de 1.099 habitantes por kilómetro cuadrado (2850 habitantes / milla).
La Iglesia y la escuela secundaria superior de Nordreisa se encuentran en Storslett. El pequeño aeropuerto, Sørkjosen, se encuentra en el pueblo vecino de Sørkjosen, a unos 5 kilómetros (3,1 millas) al noroeste. La ruta europea E6 pasa por él.
Storslett fue completamente destruido en 1944, durante la Segunda Guerra Mundial, al final de la ocupación de Noruega por la Alemania nazi; sin embargo, el área de la aldea se reconstruyó completamente y ha experimentado un fuerte crecimiento desde la guerra.